# Związek Wypędzonych
Związek Wypędzonych (niem. Bund der Vertriebenen – Vereinigte Landsmannschaften und Landesverbände e. V. (BdV) – niemiecka organizacja non-profit skupiająca:
- osoby deklarujące narodowość niemiecką, wysiedlone w konsekwencji postanowień konferencji poczdamskiej z byłych terenów niemieckich[2] Polski (Ziemie Odzyskane) i ZSRR oraz z terytorium Czechosłowacji, po zakończeniu II wojny światowej,
- osoby zamieszkujące ww. terytoria w trakcie wojny i ewakuowane lub zbiegłe przed Armią Czerwoną,
- tzw. „późnych przesiedleńców” (Spätaussiedler), czyli osoby, które zadeklarowały narodowość niemiecką i wolę wyjazdu do RFN po 1 stycznia 1993 roku,
- wysiedlonych członków niemieckich mniejszości narodowych zamieszkałych uprzednio w innych państwach Europy Środkowo-Wschodniej (w tym mniejszość niemiecka w Polsce, w granicach z 1 września 1939) – niezależnie od obywatelstwa posiadanego przed nabyciem obywatelstwa Republiki Federalnej Niemiec.

Ogółem związek zrzesza dwa miliony członków.

## Struktura organizacyjna
Związek Wypędzonych utworzony został 27 października 1957 roku przez połączenie Zjednoczenia Ziomkostw (niem. Vereinigung der Landsmannschaften, VdL) i Związków Wypędzonych Niemców (niem. Bund vertriebener Deutscher, BvD). Związek Wypędzonych jest w konsekwencji federacją organizacji, na którą składa się 21 ziomkostw zorganizowanych przez osoby deklarujące narodowość niemiecką zamieszkałe (niezależnie od obywatelstwa) przed 1990 rokiem poza obecnymi granicami RFN, a także 16 związków działających na zasadzie terytorialnej w krajach związkowych (landach) Republiki Federalnej Niemiec. Obecnie Związek Wypędzonych skupia około 2 milionów członków. Podstawą członkostwa w Związku jest wpisana do statutu Związku definicja „wypędzonego” określona w ustawie federalnej o wypędzonych z 1953 roku (niem. Gesetz über die Angelegenheiten der Vertriebenen und Flüchtlinge).

### Organizacje członkowskie[5]
- Deutsch-Baltische Gesellschaft(inne języki) (Towarzystwo Niemiecko-Bałtyckie)
- Deutscher Böhmerwaldbund(inne języki) e. V. (Niemiecki Związek Szumawski)
- Landsmannschaft Berlin-Mark Brandenburg(inne języki) (Ziomkostwo Berlin-Marchia Brandenburska)
- Landsmannschaft der Bessarabiendeutschen(inne języki) e. V. (Ziomkostwo Niemców Besarabskich)
- Landsmannschaft der Buchenlanddeutschen(inne języki) (Bukowina) e. V. (Ziomkostwo Niemców Bukowińskich (Bukowina))
- Bund der Danziger(inne języki) e. V. (Związek Gdańszczan)
- Landsmannschaft der Banater Schwaben(inne języki) e. V. (Ziomkostwo Szwabów Banackich)
- Landsmannschaft der Donauschwaben(inne języki), Bundesverband e. V. (Ziomkostwo Szwabów Dunajskich, Związek Federalny)
- Karpatendeutsche Landsmannschaft Slowakei e. V. (Ziomkostwo Karpackoniemieckie Słowacja)
- Landsmannschaft der Deutschen aus Litauen(inne języki) e. V. (Ziomkostwo Niemców z Litwy)
- Landsmannschaft der Oberschlesier e.V. – Bundesverband (Ziomkostwo Górnoślązaków – Związek Federalny)
- Landsmannschaft Ostpreußen(inne języki) (Ziomkostwo Prusy Wschodnie)
- Pommersche Landsmannschaft – Zentralverband – e. V. (Ziomkostwo Pomorskie – Związek Centralny)
- Landsmannschaft der Deutschen aus Russland(inne języki) e. V. (Ziomkostwo Niemców z Rosji)
- Landsmannschaft der Sathmarer Schwaben(inne języki) in der Bundesrepublik Deutschland e. V. (Ziomkostwo Szwabów Satmarskich w RFN)
- Landsmannschaft Schlesien – Nieder- und Oberschlesien e. V. (Ziomkostwo Śląsk – Dolny i Górny Śląsk)
- Verband der Siebenbürger Sachsen in Deutschland e. V. (Związek Sasów Siedmiogrodzkich w Niemczech)
- Sudetendeutsche Landsmannschaft e. V. – Bundesverband (Ziomkostwo Sudeckoniemieckie – Związek Federalny)
- Landsmannschaft der Deutschen aus Ungarn(inne języki) (Ziomkostwo Niemców z Węgier)
- Landsmannschaft Weichsel-Warthe Bundesverband e. V. (Ziomkostwo Wisła-Warta Związek Federalny)
- Landsmannschaft Westpreußen(inne języki) e. V. (Ziomkostwo Prusy Zachodnie)

Ziomkostwo Niemców Dobrudzkich i Bułgarskich, t.z., zakończyło działalność jesienią 2009 r. i jego członkowie weszli do Towarzystwa Besarabskoniemieckiego.

## Prezydenci
Niektóre z zamieszczonych tu informacji wymagają weryfikacji.
Dokładniejsze informacje o tym, co należy poprawić, być może znajdują się w dyskusji tej sekcji.
 Po wyeliminowaniu niedoskonałości należy usunąć szablon [[Szablon:Dopracować|]] z tej sekcji.
- Georg Baron Manteuffel-Szoege(inne języki) (CSU) – (VdL) i Linus Kather(inne języki) (BvD) jako współprzewodniczący (1957–1959)
- Hans Krüger (CDU) (1959–1963)
- Wenzel Jaksch (SPD) (1964–1966)
- Reinhold Rehs(inne języki) (SPD, od 1969 CDU) (1967–1970)
- Herbert Czaja (CDU) (1970–1994)
- Fritz Wittmann(inne języki) (CSU) (1994–1998)
- Erika Steinbach (CDU) (1998–2014)
- Bernd Fabritius (od 2014)

## Formy działalności
Organizacje – założyciele związku przyjęły w dniu 5 sierpnia 1950 roku „Kartę Wypędzonych”. Dokument ten, uroczyście ogłoszony 6 sierpnia 1950 roku przed Zamkiem w Stuttgarcie, stanowi fundament Związku Wypędzonych. Corocznie organizowane są przez związek uroczyste obchody „Dnia Stron Ojczystych” (niem. Tag der Heimat). We wrześniu 2006 roku, po raz pierwszy w historii Związku, w obchodach Dnia Stron Ojczystych uczestniczył oficjalnie Prezydent Federalny Horst Köhler, który w swoim przemówieniu przypomniał, że bezpośrednią przyczyną wypędzeń była rozpętana przez Niemcy wojna. W sierpniu 2007 roku na Dniu Stron Ojczystych przemawiali Hans-Gert Pöttering (przewodniczący Parlamentu Europejskiego) i Roland Koch (premier Hesji).
Do czasu podpisania w 1990 roku polsko-niemieckiego traktatu granicznego, w którym RFN definitywnie uznała wobec mocarstw i Polski granice ustalone w konferencji poczdamskiej, Związek kwestionował ostateczny charakter granicy polsko-niemieckiej.
Związek kwestionuje również obecnie prawomocność tzw. dekretów Beneša, czyli wysiedlenie w latach 1945–1946 obywateli czechosłowackich narodowości niemieckiej z terenów tzw. Kraju Sudetów.
Wobec faktu, że adaptacja wysiedlonych do RFN stanowiła w latach powojennych faktyczny problem społeczny, w rządzie RFN utworzono stanowisko ministra ds. wypędzonych i uchodźców, obsadzane przez działaczy Związku, który wyłaniał też społeczną radę przy ministerstwie. Ministerstwo to zostało zlikwidowane w 1969 roku.
Obecnie główną formą działalności związku pozostaje lobbing interesów członków wobec rządu federalnego, działalność wydawnicza, fundacyjna i archiwalna. Najważniejszą inicjatywą Związku jest utworzenie Centrum przeciwko Wypędzeniom z siedzibą w Berlinie.
Na obchodach 50 rocznicy powstania Związku Wypędzonych przemawiała Angela Merkel, kanclerz Niemiec, poparła ideę budowy Centrum przeciwko Wypędzeniom.
W lutym 2009 roku Związek Wypędzonych ujawnił swoją decyzję o nominowanych do Fundacji „Ucieczka, Wypędzenie, Pojednanie”. Zostali nimi szefowa Związku Erika Steinbach i dwaj wiceprzewodniczący BdV: polityk bawarskiej CSU Christian Knauer oraz polityk bawarskiej SPD Albrecht Schläger. Po protestach i kontrowersjach wobec nominacji Eriki Steinbach BdV oświadczył, że nominuje tylko dwóch członków rady fundacji, a na trzecie miejsce „demonstracyjnie nie nominuje żadnego innego przedstawiciela w miejsce Eriki Steinbach”.

## Finansowanie
Związek Wypędzonych jest organizacją pozarządową, finansowaną w 10% ze składek członkowskich, a w 90% z budżetu federalnego RFN. W 1998 roku pomoc rządu niemieckiego dla Związku Wypędzonych wyniosła łącznie 52 mln DEM, a do 2004 roku spadła do 34 mln marek. Jednocześnie w latach 1988–1997 wzrastała pomoc instytucjonalna i strukturalna – stopniowo wzrastała ona z poziomu 1,5 marek do ponad 4 mln marek, finansowanie z tych źródeł zmalało około 2000 roku. Wsparcia Związkowi Wypędzonych udzielało zarówno niemieckie Ministerstwo Spraw Wewnętrznych, jak i poszczególne kraje związkowe w Niemczech, np. Bawaria udzieliła wsparcia w wysokości 4,4 mln €, a Dolna Saksonia 125 tys. €. Pomoc państwa niemieckiego dla „wypędzonych” i organizacji powiązanych, określanych ogólnie mianem tzw. „kultury wypędzonych”, nie kończyła się jedynie na świadczeniach wyrównawczych, np. za utracone mienie. „Wypędzeni” byli i pozostają wspierani na inne sposoby – od 1983 roku pieniądze na tzw. „kulturę wypędzonych” wzrosły z rocznie 8 milionów marek do 50 milionów marek w 2000 roku. W 2004 roku wyniosły 18 mln € i – jak napisał tygodnik „Die Zeit” – przewyższają państwowe fundusze na cały niemiecki przemysł filmowy. Dodatkowo, w okresie rządów koalicji SPD – Zieloni w latach 2002–2004 Związek Wypędzonych otrzymywał corocznie dotację państwową w kwocie 920 000 €. W 2005 otrzymał 1 mln € dotacji państwowych, a w 2006 roku ponownie otrzymał ok. 1 miliona € funduszy z tego źródła.

## Kontrowersje
Zdecydowana większość z 13 pierwotnych założycieli związku w 1958 roku była powiązana z reżimem narodowosocjalistycznym III Rzeszy – wśród nich Alfred Gille, Erich Schellhaus (Wehrmacht), Hainz Langguth, Rudolff Wollner (SS).
Działalność organizacji od chwili jej powstania wzbudzała kontrowersje zarówno w Niemczech, jak i w innych krajach. W szczególności w Polsce i w Czechach, zarówno w deklaracjach polityków, jak i reakcjach społecznych, istnieje silna tendencja do opozycji względem tej organizacji.
Wieloletnie powiązanie Związku Wypędzonych z postulatem rewizji granicy polsko-niemieckiej na Odrze i Nysie Łużyckiej, a działaczy Związku z obecnymi roszczeniami materialnymi wobec Polski i Czech, jest podstawą istniejących kontrowersji co do intencji i działalności Związku. Dotyczy to również RFN – środowiska polityczne SPD i Zielonych są zasadniczo krytycznie nastawione do Związku.
Związek oficjalnie dystansuje się od działań Powiernictwa Pruskiego (roszczenia materialne wobec Polski), jednak jego prominentni działacze – Rudi Pawelka oraz wiceprezydent Związku Hans-Günther Parplies zasiadają w radzie nadzorczej Powiernictwa.

### Nazistowska przeszłość działaczy
Tygodnik „Der Spiegel”, w artykule z 14 sierpnia 2006 roku „Dafür fehlen uns die Mittel” (Na to brakuje nam środków) podał, iż na 200 byłych członków kierownictwa Związku Wypędzonych, ponad 1/3 była członkami NSDAP. Zaliczało się do nich również trzech byłych sekretarzy generalnych Związku i kilku jego wiceprzewodniczących. Drugi prezydent Związku, Hans Krüger, był aktywnym działaczem NSDAP uczestniczącym w puczu monachijskim, a następnie szefem okręgowej organizacji NSDAP (NSDAP-Ortsgruppenleiter) i sędzią wydającym wyroki śmierci w okupowanej Polsce, w Chojnicach (w składzie tzw. sądów specjalnych, niem. Sondergerichte). Kanclerz Ludwig Erhard, przed którym Krüger zataił swą wojenną przeszłość w chwili powołania na stanowisko ministra ds. wypędzonych (17 października 1963), po ujawnieniu przez „Der Spiegel” listu prokuratora generalnego NRD w.s. polskiego wniosku o ściganie Krügera, bez zwłoki zdymisjonował go ze stanowiska (17 stycznia 1964).
Kolejny aktywista wypędzonych, a także od 1953 roku przedstawiciel Związkowego Ministerstwa ds. Wypędzonych, Uchodźców i Ofiar Wojny w Berlinie z nazistowską przeszłością to Werner Ventzki. W czasie okupacji Polski pełnił funkcję Gauamstleitera Warthegau i był najbliższym współpracownikiem Artura Greisera podczas masowych wysiedleń Polaków z Wielkopolski w latach 1939–1941. Ventzki oddelegowany przez Greisera do okupowanej Łodzi (niem. Litzmannstadt) pełnił tam funkcję nadburmistrza i był odpowiedzialny także za masowe wysiedlenia ludności polskiej i żydowskiej z rejencji łódzkiej, likwidację getta łódzkiego oraz deportowanie jego mieszkańców do obozu Kulmhof. Za swoją działalność został odznaczony przez Hitlera złotą odznaką NSDAP. Po wojnie od 1947 roku jego nazwisko figurowało na liście zbrodniarzy wojennych.
Zadeklarowanym nazistą był także Erik von Witzleben – w latach 1949–1956 przewodniczący Ziomkostwo Prusy Wschodnie w Niemczech i jeden z sygnatariuszy tzw. „Karty Wypędzonych”. Po śmierci jego nazwiskiem nazwano Fundację Ziomkostwa Prusy Zachodnie. Przed wojną był pierwszym kierownikiem narodowo socjalistycznej organizacji działającej na terenie II RP Zjednoczenia Niemieckiego. W czasie niemieckiego ataku na Polskę był dowódcą pomorskiego Selbstschutzu. W uznaniu jego zasług na wniosek Reinharda Heydricha Heinrich Himmler mianował Witzlebena SS-Sturmbannführerem.
Erika Steinbach odmówiła rozliczenia się z narodowosocjalistyczną przeszłością jej organizacji, argumentując to brakiem środków.

### „Wypędzeni” koloniści z czasów II wojny

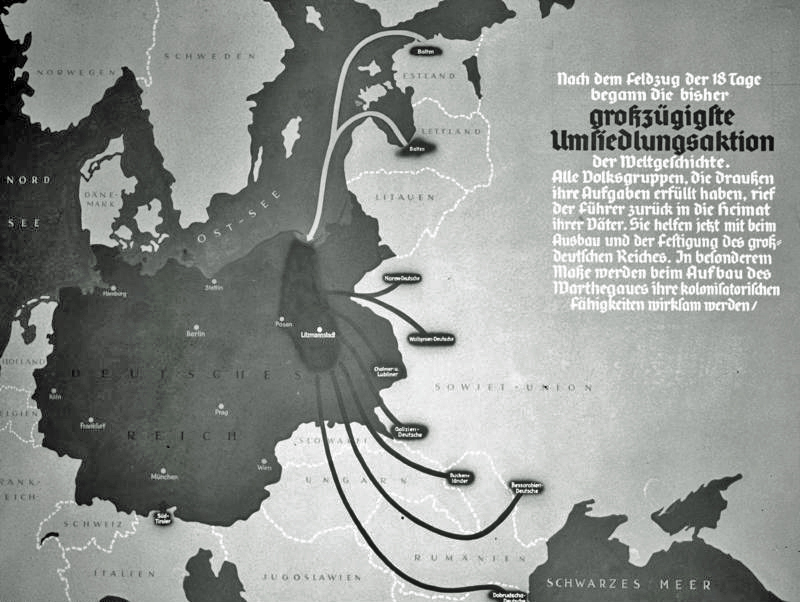
Lokalizacje, z których organizacja VoMi przesiedlała volksdeutschów na teren Kraju Warty i Pomorza Nadwiślańskiego w ramach akcji kolonizacyjnej Heim ins Reich

Zgodnie z powyższym prawem status „wypędzonego” został przyznany także kolonistom narodowości niemieckiej, osiedlanym w latach 1939–1945 w ramach akcji Heim ins Reich na okupowanych wojskowo przez III Rzeszę terytoriach Rzeczypospolitej Polskiej, anektowanych przez III Rzeszę – bezpośrednio (por. Terytoria Polski anektowane przez III Rzeszę), lub pośrednio jako Generalne Gubernatorstwo (niezgodnie z konwencją haską IV z 1907 r.). Koloniści ci zamieszkiwali w domach i gospodarstwach rolnych, przymusowo i bezprawnie odebranych polskim właścicielom przez okupacyjne władze niemieckie (również wbrew postanowieniom konwencji haskiej IV). W pakcie o granicach i przyjaźni pomiędzy III Rzeszą a Związek Socjalistycznych Republik Radzieckich z 28.09.1939 r. strona niemiecka zastrzegła prawo repatriacji ludności pochodzenia niemieckiego z terenów okupowanych i anektowanych przez ZSRR. Obejmowało to zarówno wschodnie tereny II Rzeczypospolitej, jak i anektowane przez ZSRR latem 1940 roku Litwę, Łotwę, Estonię i rumuńską Besarabię.
Były prezydent Niemiec Horst Köhler zalicza się również do tej kategorii wypędzonych, choć sam zdystansował się publicznie od statusu „wypędzonego”. Jego rodzina została repatriowana do Rzeszy w ramach akcji Heim ins Reich) w 1940 roku z anektowanej przez Związek Socjalistycznych Republik Radzieckich w konsekwencji ustaleń paktu Ribbentrop-Mołotow rumuńskiej Besarabii. W 1942 roku niemiecka organizacja VoMi osiedliła ich w Skierbieszowie koło Zamościa, skąd dwa lata później, razem z matką i trojgiem rodzeństwa, uciekli przed Armią Czerwoną.
29 grudnia 2007 roku w wywiadzie dla „Frankfurter Allgemeine Zeitung” (opublikowanym 30 grudnia 2007) Horst Köhler stwierdził między innymi: „Nie widzę siebie jako wypędzonego. Wypędzeni zostali Polacy, w których domu moi rodzice zostali wtedy zakwaterowani”.

### Erika Steinbach i Centrum przeciwko Wypędzeniom
Erika Steinbach urodziła się w 1943 roku w okupowanej Rumi. Jest ona córką urzędniczki z Bremy i żołnierza Luftwaffe z Hanau koło Frankfurtu nad Menem. Ojciec jako technik Luftwaffe w randze podoficera służył na lotnisku w Rumi, matka była tam urzędniczką oddelegowaną z Berlina w 1943 roku. Rodzice wynajmowali mieszkanie od Kaszuba, gdyż zajmowali zbyt niską pozycję społeczną, żeby kwalifikować się do otrzymania lokalu po Polakach wypędzonych z Rumi przez niemieckie władze okupacyjne. Matka w tym czasie przeważnie mieszkała w Berlinie, a Erikę urodziła w czasie jednego z krótkotrwałych pobytów u męża w Rumi.
2 grudnia 2007 roku, niemiecki pisarz i publicysta żydowskiego pochodzenia, Ralph Giordano, postrzegany w Niemczech jako autorytet moralny, oświadczył w liście wystosowanym do gazety „Der Spiegel”, iż przestaje popierać ideę Eriki Steinbach (wcześniej w popierał pomysł zorganizowania Centrum przeciwko Wypędzeniom), wycofując swoje poparcie dla Związku Wypędzonych. Giordano był od 1933 ofiarą prześladowań niemieckich narodowych socjalistów i przeżył Holocaust – zarzucił on szefowej Związku Wypędzonych Erice Steinbach, że w oficjalnych wypowiedziach w sposób marginalny traktuje zbrodnie popełnione przez Niemców i niemiecką politykę okupacyjną z lat II wojny światowej. Giordano uznał za słuszny pogląd, że żadnej zbrodni popełnionej w czasie wypędzeń na Niemcach nie można usprawiedliwiać wcześniejszymi zbrodniami niemieckimi, skrytykował jednak pomysł utworzenia Centrum przeciwko Wypędzeniom, mówiąc iż „bez zbrodni popełnionych przez Niemców nie byłoby jednak zbrodni na Niemcach”. Podkreślił jednocześnie, iż nie można, jego zdaniem, forsować historii wypędzeń, a wcześniejsze zbrodnie niemieckie (które określił jako „krwawą łaźnię”), ukrywać w pobocznych zdaniach. Giordano uznał to za pogwałcenie jego zasady niepodzielnego humanizmu. Steinbach wyraziła żal z powodu rezygnacji i podziękowała Giordano za dotychczasową współpracę.